# الفرس (صنعاء)

تعديل مصدري - تعديل

الفرس هي إحدى قرى مديرية بني حشيش التابعة لمحافظة صنعاء اليمنية، بلغ تعداد سكانها 4055 نسمة حسب الإحصاء الذي جرى عام 2004.